# Linea M1 (metropolitana di Palma di Maiorca)
La linea M1 della metropolitana di Palma di Maiorca è stata la prima linea metropolitana ad essere costruita sull'isola spagnola. I suoi capolinea sono: Plaza de España e UIB.
Ha 9 stazioni, 3 di cui sono comune con la linea M2 (presso le stazioni Plaza de España, Jacint Verdaguer e Son Costa-Son Fortesa), e ha una lunghezza complessiva di 7,2 km, impiegando 13 minuti per collegare i due capolinea. È contraddistinta dal colore arancione.
Si sviluppa su un tracciato interrato, eccezion fatta per la stazione in superficie di Son Sardina, punto di interscambio con la ferrovia di Soller.
Inaugurata il 25 aprile 2007, è stata costruita con lo scopo di collegare il centro della città con il campus universitario, posto nell'entroterra, togliendo il traffico automobilistico dalla strada secondaria Ma-1110 detta anche Carretera de Valldemosa. La linea trasporta principalmente gli studenti dell'Università delle Isole Baleari.

## Storia
Durante gli anni '90 alcuni gruppi di sinistra ed ecologisti rivendicarono la creazione di una rete metropolitana che unisse il centro di Palma di Maiorca con la Università delle Isole Baleari, il cui campus si trovava al di fuori del territorio della città, al fine di incentivare l'uso dei mezzi pubblici e la conseguente diminuzione dei mezzi privati.
Il 23 novembre 2004 Jaume Matas, l'allora presidente delle Isole Baleari, annunciò la costruzione della prima linea metropolitana di Palma di Maiorca tra Plaza de España e la UIB. Il progetto sarebbe stato realizzato in concomitanza del corridoio ferroviario.
La costruzione dei tunnel della metropolitana iniziarono il 9 agosto 2005. La costruzione della linea M1 avvenne in tre fasi. La prima fase ha visto la realizzazione del tratto tra le stazioni di Son Costa/Son Fortesa e Son Fuster Vell. La seconda fase ha visto la realizzazione di tre stazioni sotterranee Son Castelló, Gran Vía Asima e Camí dels Reis. La terza e ultima fase dei lavori ha visto la realizzazione dell'ultimo tratto della linea fino alla stazione UIB. Il tratto si estende in superficie ad eccezione dell'ultimo tratto, in corrispondenza del capolinea, dove il tracciato ritorna ad essere sotterraneo. Inoltre in questo ultimo tratto venne costruito un viadotto della lunghezza di 180 metri per far superare la superstrada Ma-11 e la ferrovia de Sóller. In questa ultima fase le stazioni costruite furono due: Son Sardina e UIB.
La linea venne inaugurata il 25 aprile 2007, trenta giorni prima delle elezioni municipali. Per tale motivo non ci fu un'inaugurazione ufficiale, anche se Catalina Cirer, moglie del sindaco di Palma di Maiorca dal 2003 al 2007, e sostenitrice della costruzione della metropolitana viaggiò sulla metropolitana durante la campagna elettorale. Fino al 1º ottobre i viaggi sulla metropolitana furono gratuiti, al fine di far conoscere la metropolitana alla popolazione.
Il 27 agosto e il 23 settembre dello stesso anno, a causa delle forti piogge vennero chiusure le stazioni di Son Castelló e Son Sardina che vennero allagate dalla pioggia. Inoltre, anche la stazione Plaza de España subì delle infiltrazioni che portarono alla sua chiusura temporanea per permettere ai tecnici di sistemare i problemi strutturali. Uno studio rivelò che l'impermeabilizzazione della stazione di Plaza de España non era stata effettuata, e che il progetto non aveva previsto in modo adeguato le infrastrutture circa il deflusso dell'acqua piovana. L'offerta dei treni venne rimodulata e vennero avviati i lavori per la risoluzione dei problemi. I lavori durano 10 mesi con un costo di 28 milioni di euro. La linea ritornò a pieno regime il 28 luglio 2008 con un costo di 0,90 euro per tratta.

## Descrizione
La linea è elettrificata tramite linea aerea con tensione a 1500 V a corrente continua ed è composta in totale da 9 stazioni. Si estende per 7,2 km. La circolazione treni è a destra.

### Stazioni
Nell'elenco che segue, a fianco ad ogni stazione, sono indicati i servizi presenti e gli eventuali interscambi ferroviari o con linee autobus interurbane.
| Unknown route-map component "utKACCa" |

| Urban tunnel stop on track |

| Urban tunnel stop on track |

| Urban tunnel stop on track |

| Urban tunnel stop on track |

| Urban tunnel stop on track |

| Urban tunnel stop on track |

| Unknown route-map component "utSTRe" |

| Urban stop on track |

| Unknown route-map component "utSTRa" |

| Urban End station in tunnel |

### Materiale rotabile

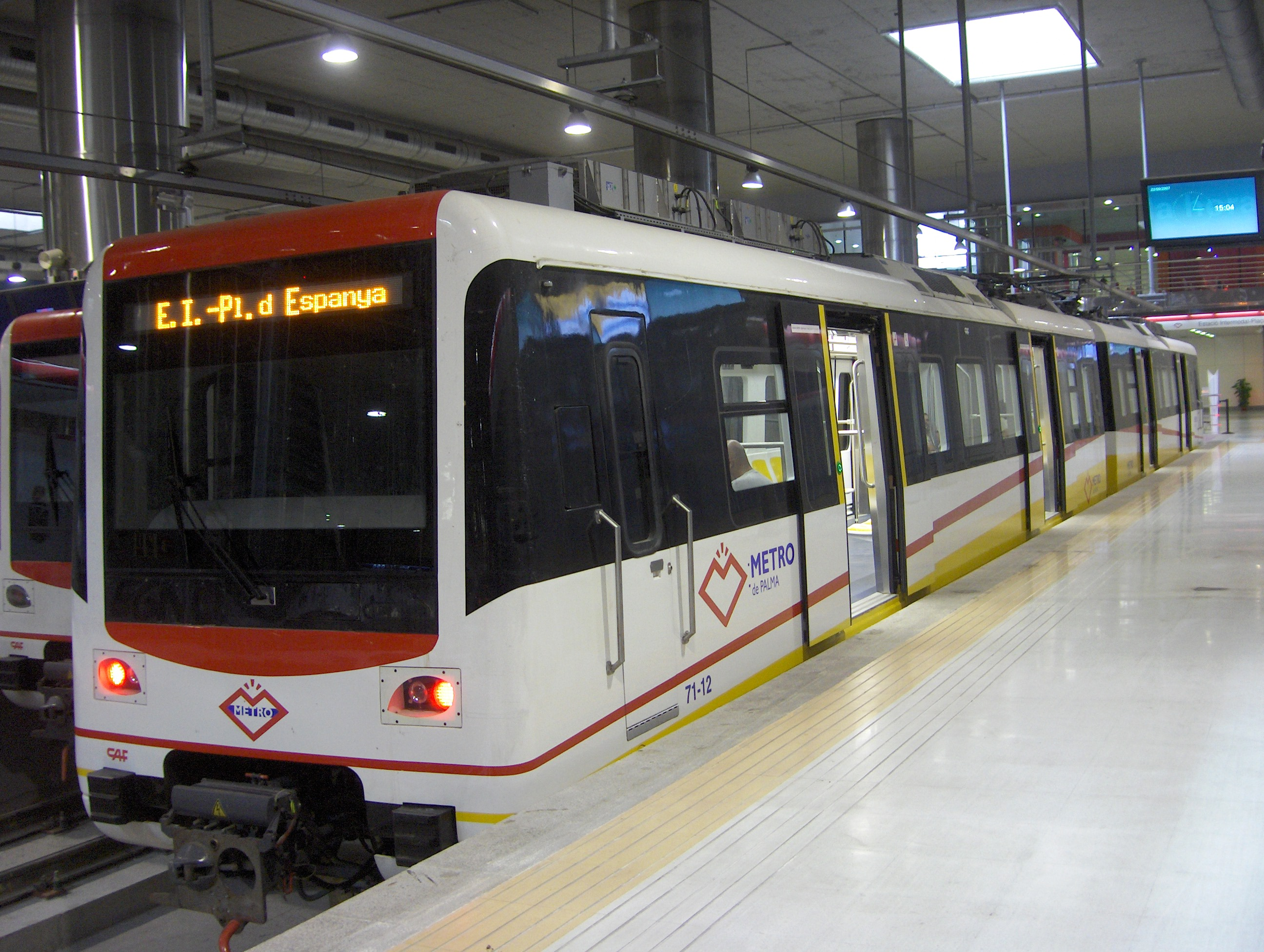
Treno in servizio sulla linea M1

All'apertura della linea M1, nel 2007,  furono introdotti in servizio i treni serie 71 della CAF. I treni vennero acquistati nel 2006 dalla CAF per oltre 14,5 milioni di euro. La capacità massima è di 306 passeggeri; 232 in piedi e 74 seduti. I treni possono raggiungere una velocità massima di 100 km/h.

## Servizi

### Biglietterie
Tutte le stazioni sono dotate di macchine automatiche dove è possibile acquistare titoli di viaggi che sono validi sui vari sistemi di trasporto dell'isola.

### Orari
Il servizio inizia alle 6:30 e termina alle 23:00. Nei giorni feriali la frequenza dei treni è di 15 minuti tra le 6:30 e le 10:30 e tra le 13:00 e le 16:00, e ogni 30 minuti il resto della giornata. Nel fine settimana è attivo solo il servizio della linea M1 con una frequenza di un treno ogni 30 minuti.. Durante i mesi di luglio e agosto a causa della diminuzione della domanda per le vacanze estive, la frequenza dei treni aumenta, portando alla chiusura di tratti della linea o alla chiusura della medesima per lunghi periodi.

### Parcheggi di scambio
Sono presenti due parcheggi di scambio presso le stazioni di Son Fuster Vell  e di Son Sardina. La sosta è gratuita nel caso si disponga dell'abbonante intermodal. Tali parcheggi hanno l'accesso diretto alle stazioni della metropolitana. Tali parcheggi sono gestiti dalla Sociedad Municipal de Aparcamientos di Palma di Mallorca.
Vi sono inoltre parcheggi a cielo aperto presso le stazioni UIB, Son Fuster e Puente de Inca Nuevo.

## Progetti futuri
| Tratta         | Inizio lavori | Inaugurazione (prevista) | Lunghezza | Stazioni | Stato del progetto |
| -------------- | ------------- | ------------------------ | --------- | -------- | ------------------ |
| UIB - Parc BIT | ?             | ?                        | 1,5 km    | 1        | In progettazione   |

È allo studio un prolungamento oltre il capolinea di UIB verso Parc BIT: la tratta lunga 1,5 km, prevedrebbe 1 stazione: Parc BIT.